# おどる メイド イン ワリオ
『おどる メイド イン ワリオ』（WarioWare: Smooth Moves）は、任天堂・インテリジェントシステムズが開発し、2006年12月2日に任天堂が発売したWii専用ゲームソフトである。ヨーロッパでは2007年1月12日、アメリカでは2007年1月15日に発売された。

## 概要
任天堂発売のコンピュータゲーム『メイド イン ワリオ』シリーズの一つ。
基本的なルールはそれまでのシリーズと同じで4回失敗するまでにプチゲームをいくつできたかを競う。画面の指示に従い、Wiiリモコン（ゲーム内では作法棒と呼称）を色々な持ち方（同じくお作法）をすることで、次々と現れるプチゲームをクリアする。ただし、「二刀流」のみ、ヌンチャク（同じくにぎり石）を接続する必要がある。この場合は、左右それぞれの手に作法棒とにぎり石を別個に握り、お作法をこなすことになる。
一度最終ステージをクリアすると「みんなであそぶ」という『あつまれ!!メイド イン ワリオ』のような内容の多人数向けモードが追加される。
本作独自の特徴として、各キャラクターのステージが始まる前にプロローグ（2回目以降はスキップが可能）だけではなく、初回のみキャラクターの紹介ムービー（ないキャラクターもある）のような動画が流れる。
前作までと違い100点を超えにくくなった。また、レベル3のボスゲームをクリアした後は、スピードアップの表示がされなくなった。

## お作法
項目先頭から、お作法の名称、構え方の説明、お作法の補足、代表的なプチゲーム名（「さほうでん」において各お作法を選択したときに表示される一覧の先頭にあるゲーム名）の順番。すべてゲーム内の設定に準ずる。また、ここでの表記は全て右利き設定のものである。
なお、Wiiリモコン単体用のゲームしか登場しないステージで拡張コントローラを接続する、また逆に必ずヌンチャクを接続しなくてはいけないステージで接続していない場合は、開始時に警告画面が出てゲームがストップし、適切な状態にするまで始めることができない。

## 備考
- 本作では、『まわるメイドインワリオ』のようにスピードアップ状態では一部を除きプチゲームの効果音ごと音程が上がる。
- タイトル画面でWiiリモコンを縦持ちで左右に振ると、表示されている折鶴や棒人間などのイラストがパラパラマンガのように変化していく。また、ワリオのヒゲを引っ張ることができる。
- それまでのシリーズと同様にプチゲームの図鑑（さほうでん）は存在するが、本作ではプチゲームごとのハイスコア記録や合格点の存在がなくなった。